# Gorm
Gorm är ett förnamn av danskt ursprung, avlett av norska namnet Guttorm. Guttorm är i sin tur härlett ur det fornnordiska namnet Gouthrum, som betyder gudfruktig eller den som inte fruktar andra än gudarna.
Den 31 december 2014 fanns det 109 män och 2 kvinnor med namnet i Sverige. 35 män har Gorm som tilltalsnamn.

## Personer med namnet Gorm
1. Gorm den engelske
2. Gorm den gamle
3. Gorm Lind